# Juncus torreyi
Juncus torreyi är en tågväxtart som beskrevs av Frederick Vernon Coville. Juncus torreyi ingår i släktet tåg, och familjen tågväxter. Inga underarter finns listade i Catalogue of Life.

## Bildgalleri

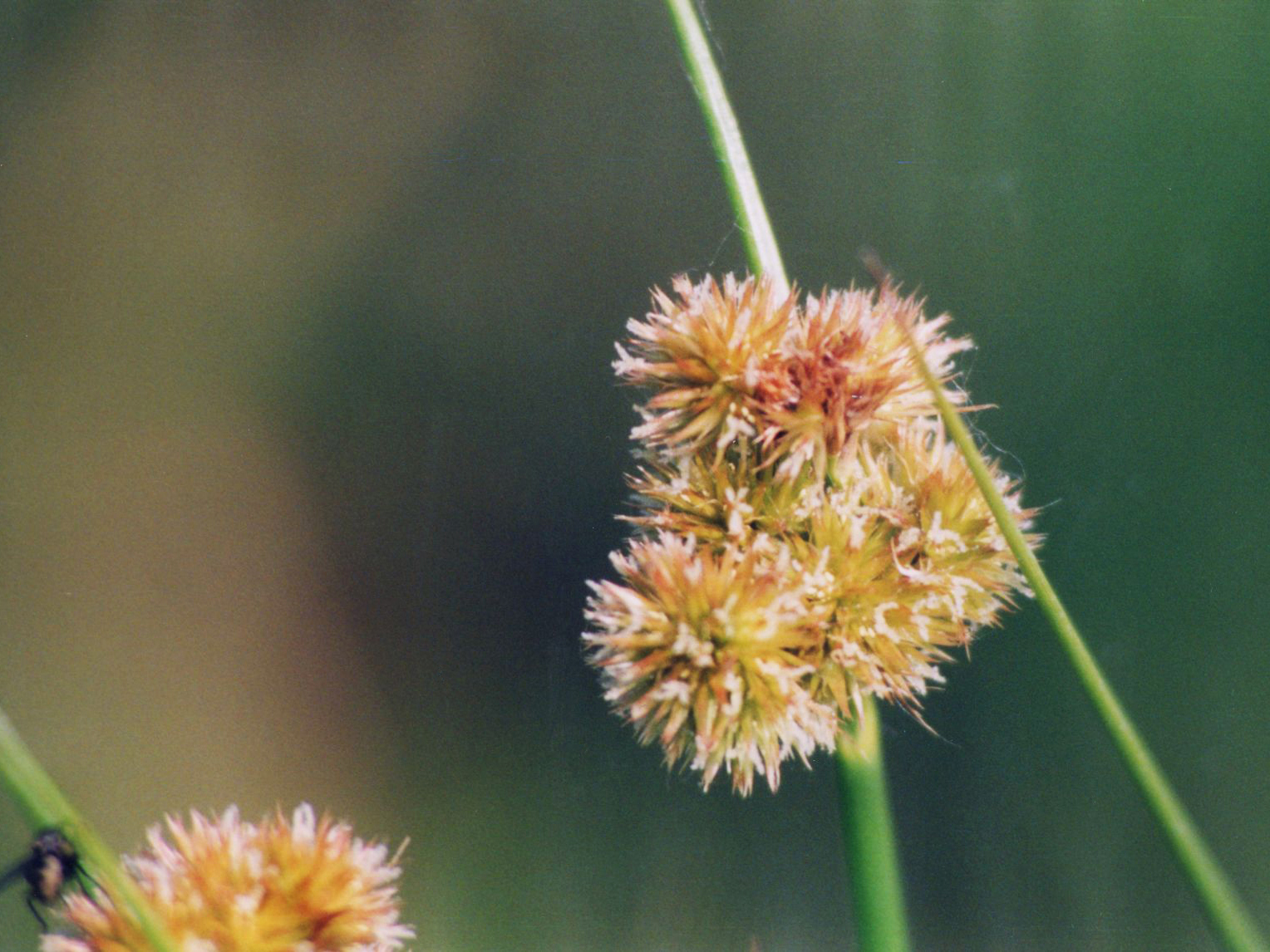
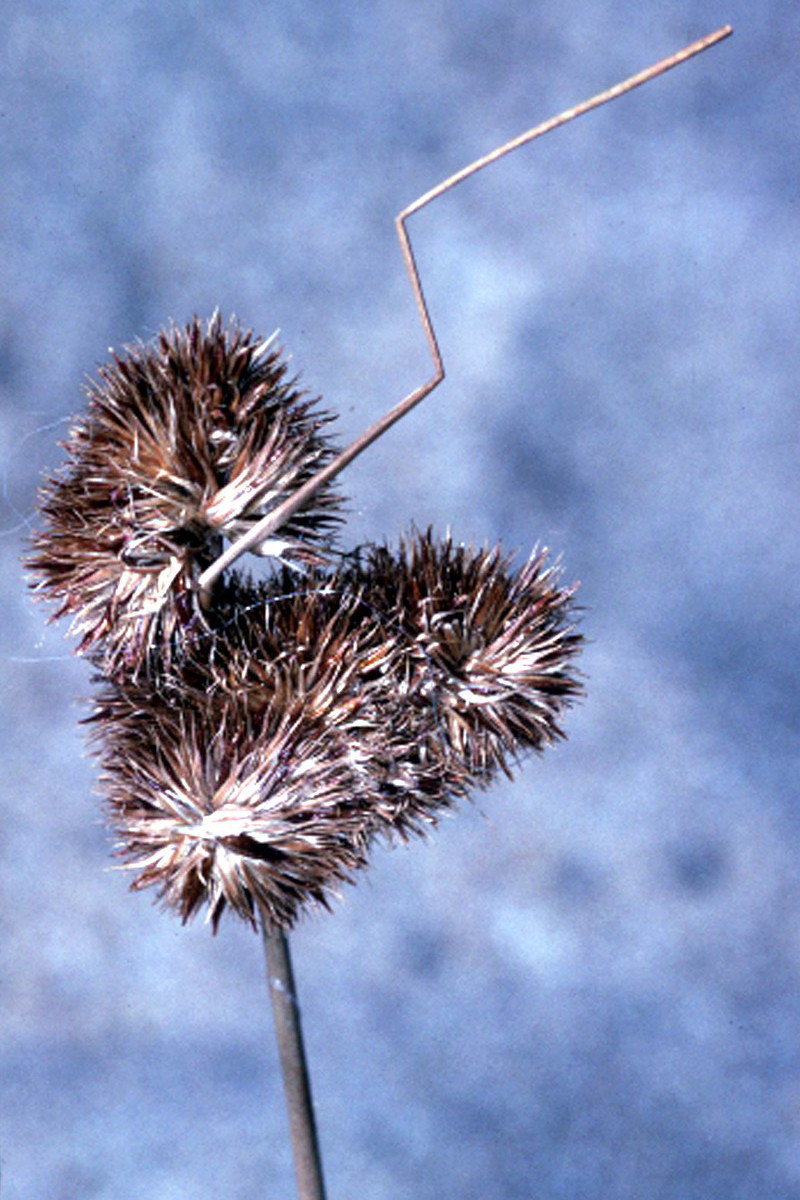
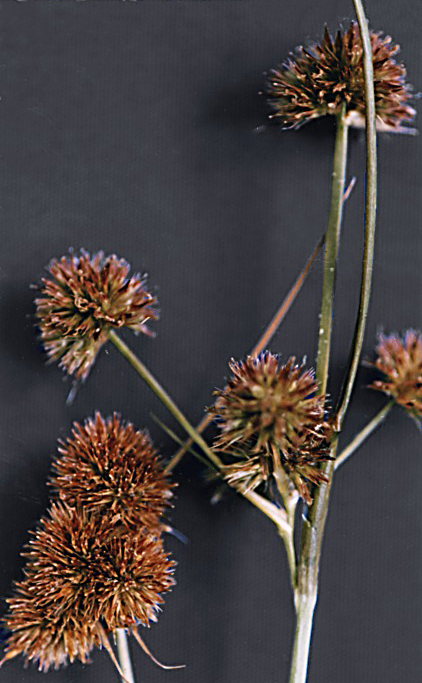